# マカラン (空母)
マカラン(英語:IRIS Makran)は、イラン海軍のヘリ空母。または海上基地。日本製のタンカーを改造した改造空母でもある。
空母と言えるかどうかは疑問が残るが、本艦を空母とするならば、元々がタンカーであった事もあり、12万1,000トンの満載排水量を誇る世界最大の空母(2024年4月時点)とみられる。

## 概要
もともとは住友重機械工業横須賀造船所で建造されたアフラマックスタンカー「BEAT」であった。
その後経緯は不明ながら、2019年に消息不明となり、イラン海軍で改造されて運用されていた。

## 艦歴

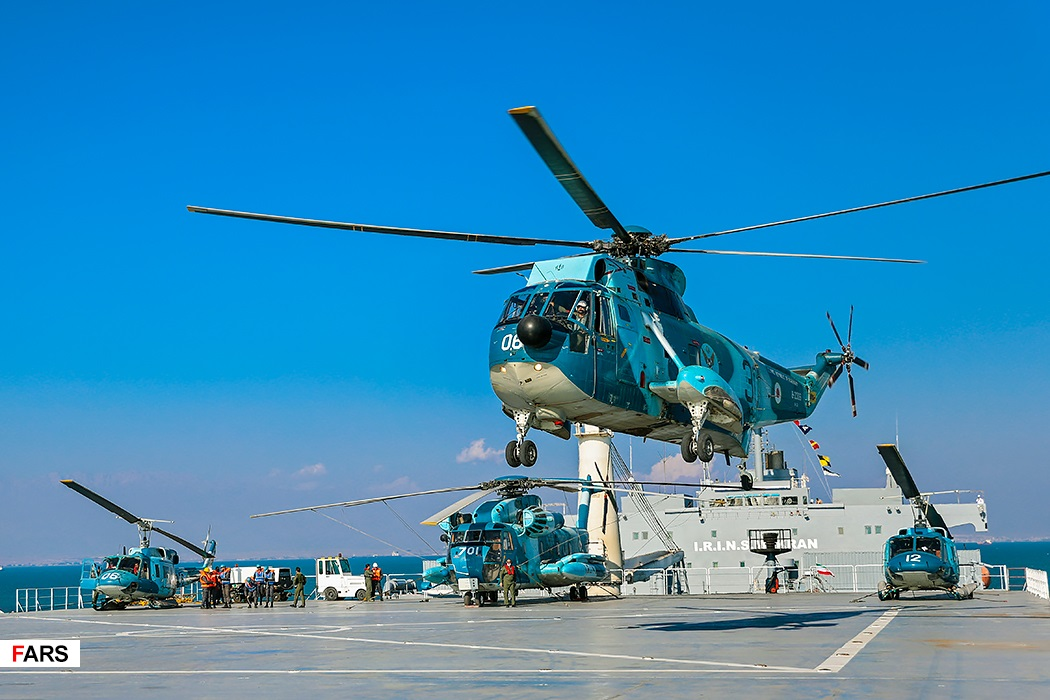
マカランのヘリコプター甲板

バンダレ・アッバースのISOICO社の造船所で改造が行われ、2020年12月9日から同14日まで海上公試が行われた。就役翌日にはオマーン湾において演習に参加している。
2021年6月、モッジ型フリゲート「サハンド」と共に大西洋に到達。その後ロシア海軍の記念式典に参加するためサンクトペテルブルクに向かった。